# Iglesia de Nuestra Señora de la Asunción (Orcera)
La iglesia de Nuestra Señora de la Asunción de la localidad de Orcera (Provincia de Jaén, España) es una construcción del siglo XVI.
Su portada-retablo, del último tercio del siglo XVI, pertenecía al desaparecido convento de Santa María de la Peña. La torre del campanario procede de un torreón del castillo que existió en Orcera. 
Presenta planta basilical, con la nave dividida en tres tramos, cubierta por bóvedas góticas de terceletes y la capilla mayor por bóveda estrellada. Presenta arco de medio punto con relieves de las Virtudes en las enjutas. El segundo cuerpo está compuesto por tres hornacinas separadas por estípites. El ático presenta el frontón partido sostenido por dos mascarones, flanqueados por figuras masculinas que sostienen pináculos, y sobre el tímpano, figuras desnudas con cuernos.
Esta iglesia está declarada Monumento Nacional.